# 11 september

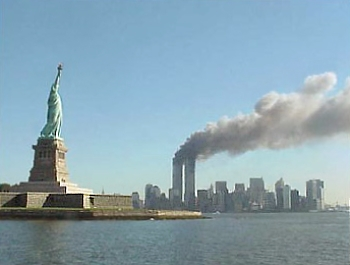
11 september 2001, de Twin Towers staan in brand.

11 september is de 254ste dag van het jaar (255ste dag in een schrikkeljaar) in de gregoriaanse kalender. Hierna volgen nog 111 dagen tot het einde van het jaar.
Sinds 2001 wordt met 11 september, met name in de Verenigde Staten, vaak aan de terroristische aanslagen op 11 september 2001 gerefereerd. Een andere aanduiding is 9/11 of nine eleven (in de Verenigde Staten wordt in het dagelijks taalgebruik eerst de maand en dan de dag genoemd).
In andere landen wordt de datum gebruikt ter aanduiding van andere historische gebeurtenissen. In Chili is El once de septiembre of El once ("de elfde") de datum van de staatsgreep die Augusto Pinochet in 1973 aan de macht bracht.

## Gebeurtenissen
- Algemeen
  - 813 - Keizer Karel de Grote laat zijn zoon Lodewijk de Vrome in Aken tot mederegent uitroepen en kroont hem tot zijn opvolger.
  - 1121 - In Leiden wordt de (voorloper van de huidige) Pieterskerk ingewijd als kapel van de Graven van Holland, door Godebald, de 24e bisschop van Utrecht.
  - 1929 - In Rotterdam fuseren de scheepswerven Wilton en Fijenoord.
  - 1941 - Begin van de bouw van het Pentagon.
  - 1961 - Oprichting WWF in Zwitserland
  - 1973 - President van Chili Salvador Allende wordt tijdens een coup door het leger, ondersteund door de CIA, belegerd in het presidentieel paleis en pleegt zelfmoord. Pinochet begint een militair regime dat in 1990 eindigt.
  - 1982 - Tijdens een airshow in Mannheim stort een legerhelikopter Giant CH-47 Chinook neer op een autoweg; alle 46 inzittenden komen om.
  - 1999 - In de omgeving van Mariahout (Noord-Brabant) schudt de aarde met een kracht van 3,4 op de schaal van Richter.
  - 2001 - Terroristische aanvallen op de Twin Towers in New York en het Pentagon bij Washington. Bijna 3000 mensen verliezen het leven.
  - 2008 - Er ontstaat een grote brand in de Kanaaltunnel. Het duurt 16 uur om de brand te blussen. Pas na zes maanden is de tunnel weer helemaal open
  - 2012 - De anti-islamitische film Innocence of Muslims leidt tot aanvallen op Amerikaanse diplomatieke posten.
  - 2022 - In Papoea-Nieuw-Guinea doet zich een aardbeving voor met een kracht van 7,6 op de Schaal van Richter. Enige tijd later volgt een krachtige naschok met een kracht van 5,0.[1][2]
- Kunst en cultuur
  - 2021 - Naomi Velissariou ontvangt de Theo d'Or voor haar rol in Permanent Destruction: Pain Against Fear, dat ze samen met Theater Utrecht produceerde en Ohene Boafo ontvangt de Louis d'Or voor zijn rol in Sea Wall van het Nationale Theater.[3]
  - 2022 - Hadewych Minis wint de Theo d'Or voor haar rol in de solovoorstelling Girls & Boys van Toneelgroep Oostpool en Bram Suijker de Louis d'Or voor zijn rol in Trojan Wars van HNTjong en Het Nationale Theater. Deze prijzen worden gezien als de belangrijkste prijzen in de Nederlandse toneelwereld.[4]
- Oorlog
  - 490 v.Chr. - De Grieken verslaan de Perzen bij Marathon.
  - 1297 - De Slag bij Stirling Bridge, in de eerste Schotse onafhankelijkheidsoorlog.
  - 1565 - De Ottomaanse Turken breken na 115 dagen en zware verliezen het beleg van Malta op, dat verdedigd werd door de Orde van Sint-Jan.
  - 1672 - Franse militairen blazen Kasteel Brakel op.
  - 1697 - Slag bij Senta: Eugenius van Savoye verslaat de Ottomaanse Turken bij Senta.
  - 1709 - Slag bij Malplaquet: Belangrijke slag in de Spaanse Successieoorlog waarbij Nederlandse troepen zware verliezen incasseerden.
  - 1714 - Overgave van het Catalaanse leger in de Spaanse Successieoorlog
  - 1940 - Hitler schort het bevel tot de landing in Engeland drie dagen op; hij stelt ook op 14 en 17 september de beslissing uit.
  - 1940 - Oprichting Nederlandsche SS.
  - 1941 - Franklin Delano Roosevelt verklaart in reactie op de Duitse aanvallen met onderzeeboten dat de Amerikaanse vloot voortaan met geweld zal reageren (FDR Fireside Chat: "On Maintaining Freedom of the Seas"), en loopt hiermee vooruit op de formele oorlogsverklaring van december 1941 (na 'Pearl Harbor').
  - 1942 - Verzetsactie in vernietigingskamp Treblinka, waarbij SS'er Max Biala wordt vermoord.
  - 1943 - De nazi's beginnen met de vernietiging van de getto's van Minsk en Lida in Wit-Rusland.
  - 1944 - De geallieerden bombarderen Breskens bij een poging het 15e Duitse leger de pas af te snijden.
  - 1944 - Vooruitgeschoven posten van het Amerikaanse 3e leger komen bij Sombernon in contact met uit Zuid-Frankrijk oprukkende geallieerde troepen.
  - 1944 - De Britse 2e divisie bereikt Zeebrugge; patrouilles passeren de Belgisch-Nederlandse grens tot Valkenswaard; de Amerikaanse 3e divisie bevrijdt Eupen; in het gevechtsfront van het Amerikaanse 5e korps in het groothertogdom Luxemburg passeert om 18.05 het 85e verkenningseskadron van de Amerikaanse 5e pantserdivisie als eerste de Duitse grens bij Stalzenburg.
  - 1944 - Bij een RAF-bombardement op Darmstadt komen zo'n 11.500 mensen om.
  - 1945 - President Harry Truman beslist op advies van Henry Stimson, de Amerikaanse minister van Oorlog, dat de oorlog met Japan en Duitsland voortaan bekend zal staan als de "Tweede Wereldoorlog".
- Politiek
  - 1946 - In Nederland wordt de Operatie Black Tulip gestart.
  - 1973 - In de Chileense hoofdstad Santiago wordt het presidentiële paleis gebombardeerd en pleegt president Salvador Allende (waarschijnlijk) zelfmoord. Een militaire junta onder leiding van generaal Pinochet neemt de macht over, zeer waarschijnlijk met steun van de CIA. In de chaotische dagen na de coup worden ongeveer 3500 mensen vermoord.
  - 1976 - Barcelona: de catalanistische Assemblea de Catalunya organiseert de eerste legale massabetoging na de dood van dictator Francisco Franco
  - 1998 - Het rapport van de Amerikaanse onafhankelijke aanklager Kenneth Starr over de Lewinsky-affaire meldt dat president Clinton zich schuldig heeft gemaakt aan meineed, beïnvloeding van getuigen, tegenwerking van gerechtelijk onderzoek en misbruik van zijn macht.
  - 1999 - In Zimbabwe wordt de oppositiepartij MDC (Movement for Democratic Change) opgericht, geleid door vakbondsleider Morgan Tsvangirai.
  - 2009 - President Hugo Chávez maakt bekend dat Venezuela korteafstandsraketten heeft gekocht van Rusland.
  - 2017 - De wijze waarop Myanmar de islamitische Rohingya-minderheid behandelt, is volgens Zeid Ra'ad al-Hussein, de hoge commissaris voor Mensenrechten van de Verenigde Naties, "een schoolvoorbeeld van etnische zuivering".
- Religie
  - 1606 - Paus Paulus V creëert acht nieuwe kardinalen, onder wie de Italiaanse nuntius in Frankrijk Maffeo Barberini.
  - 1758 - Paus Clemens XIII creëert één nieuwe kardinaal, zijn neef en naamgenoot Carlo Rezzonico junior.
  - 2004 - Bij een vliegtuigongeluk boven de Egeïsche Zee komen patriarch Petrus VII van Alexandrië en drie andere bisschoppen van het Patriarchaat van Alexandrië om het leven.
- Sport
  - 1982 - In New York wint de Amerikaanse tennisspeelster Chris Evert-Lloyd voor de zesde keer de US Open door de Tsjecho-Slowaakse Hana Mandlíková te verslaan.
  - 2005 - Judoka Dennis van der Geest wordt in Caïro wereldkampioen in de open klasse.
  - 2011 - In New York wint de Australische tennisspeelster Samantha Stosur de US Open door in de finale Serena Williams te verslaan.
  - 2016 - Tennisser Stan Wawrinka verslaat Novak Đoković in de finale van de US Open: 6-7 (1), 6-4, 7-5 en 6-3.
  - 2017 - Voetbaltrainer Frank de Boer krijgt zijn ontslag als trainer van Crystal Palace na een dienstverband van 77 dagen en vier (verloren) competitiewedstrijden.
  - 2017 - Christoph Daum wordt ontslagen als bondscoach van het Roemeens voetbalelftal, nadat de Duitser de ploeg niet naar het WK voetbal 2018 heeft weten te leiden.
- Wetenschap en technologie
  - 1609 - Henry Hudson vaart de naar hem genoemde rivier op.
  - 1721 - De Duitse natuuronderzoeker Camerarius ontdekt de geslachtelijkheid der planten.
  - 1952 - Plaatsing van de eerste, kunstmatige hartklep.
  - 1975 - De wet tot stichting van een Rijksuniversiteit Limburg in Maastricht wordt door de Tweede Kamer aangenomen.
  - 1985 - ICE (International Cometary Explorer) is het eerste ruimtevaartuig dat een flyby maakt langs een komeet. Het onderwerp van onderzoek is 21P/Giacobini-Zinner.[5]
  - 2008 - Een zware brand met temperaturen van 1000 °C in de Kanaaltunnel beschadigt 300 meter tunnelbuis.
  - 2022 - Lancering van een Falcon 9 raket van SpaceX vanaf Kennedy Space Center Lanceercomplex 39 voor de Starlink group 4-2 & BlueWalker 3 missie met 34 Starlink satellieten en de BlueWalker 3 prototype communicatiesatelliet van AST & Sciences.[6]

## Geboren

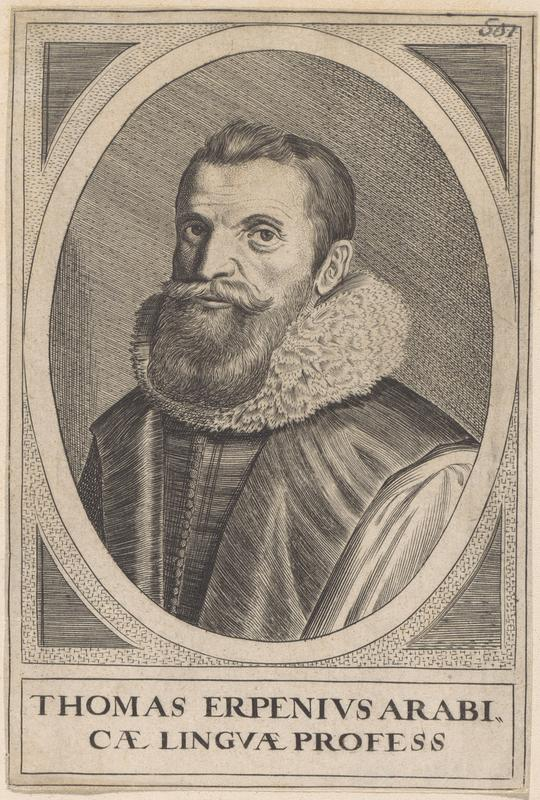
Thomas Erpenius,
geboren in 1584

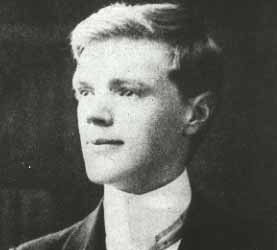
D.H. Lawrence,
geboren in 1885

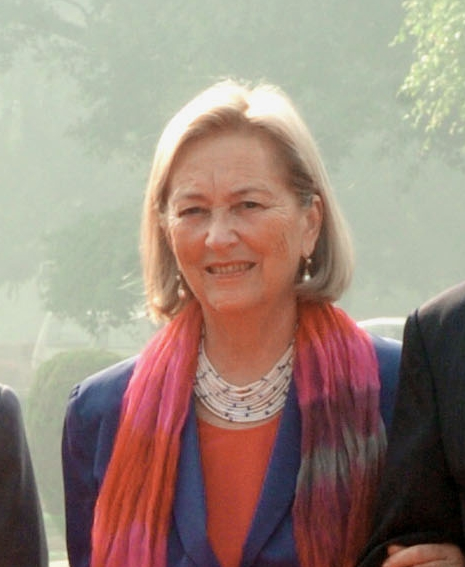
Paola Ruffo di Calabria,
geboren in 1937

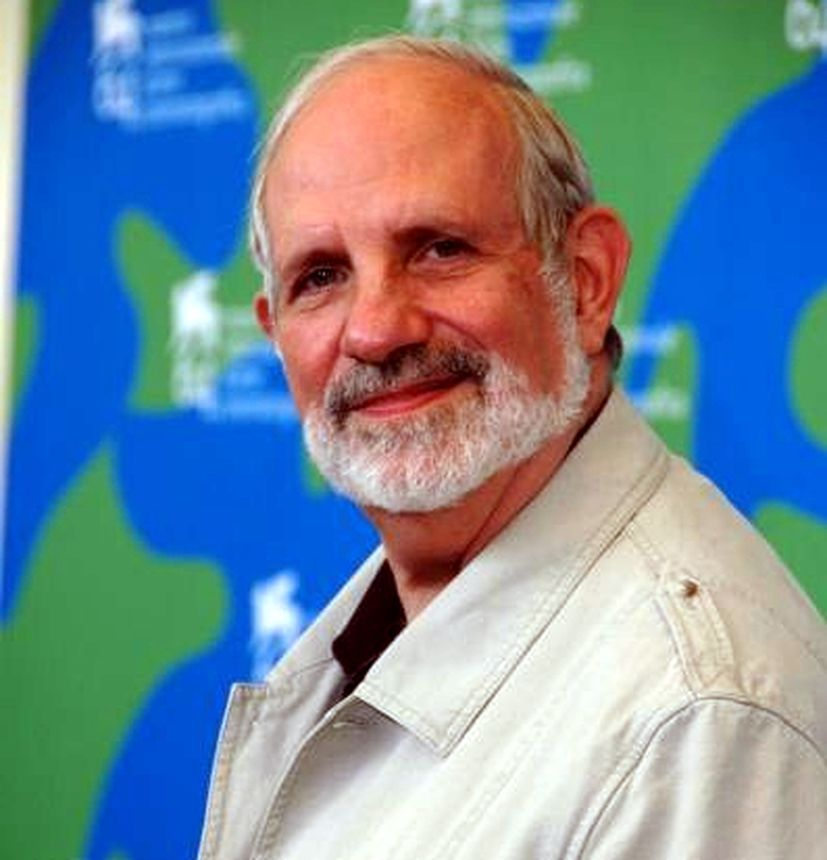
Brian De Palma,
geboren in 1940

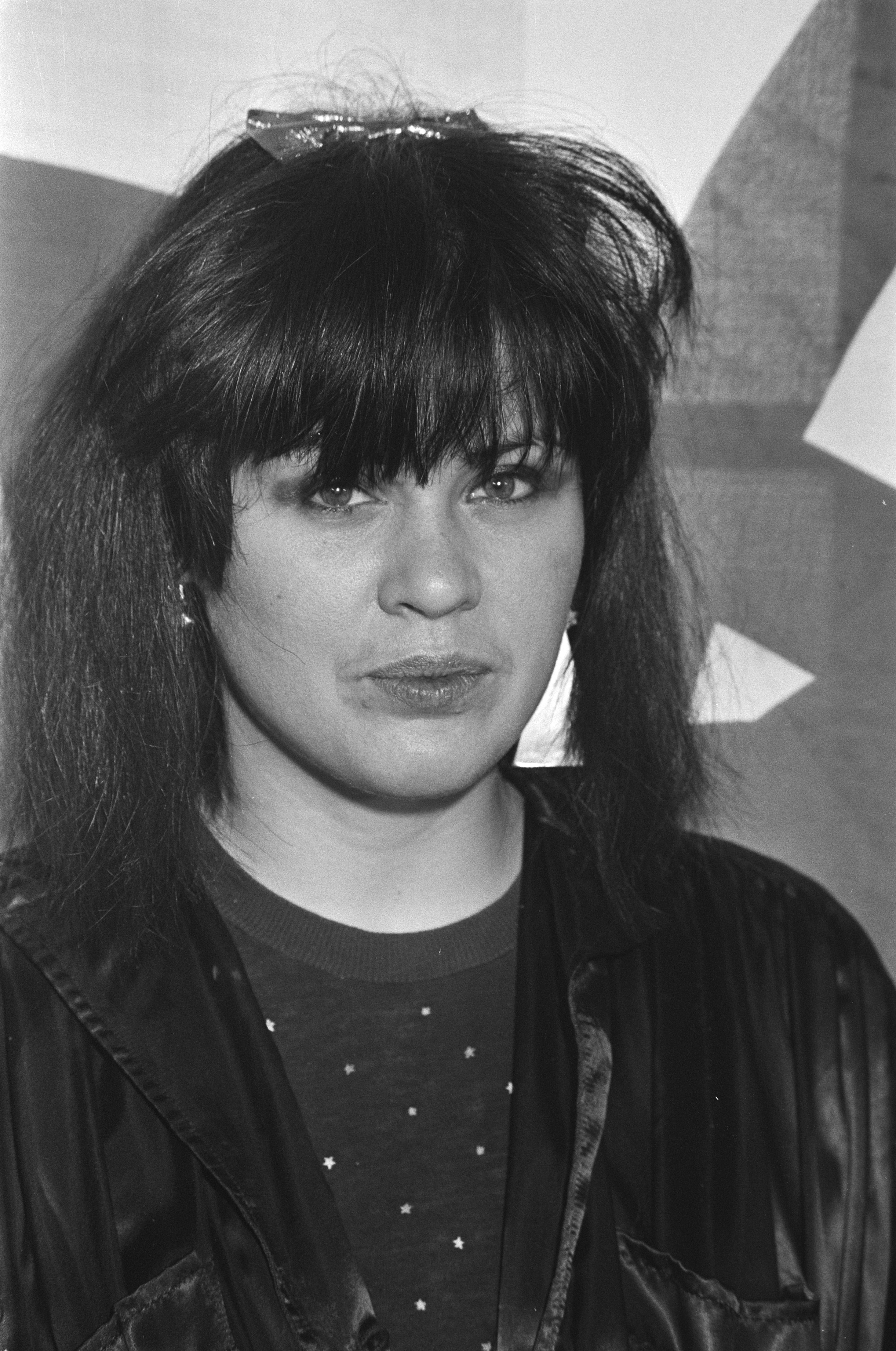
Fay Lovsky,
geboren in 1955

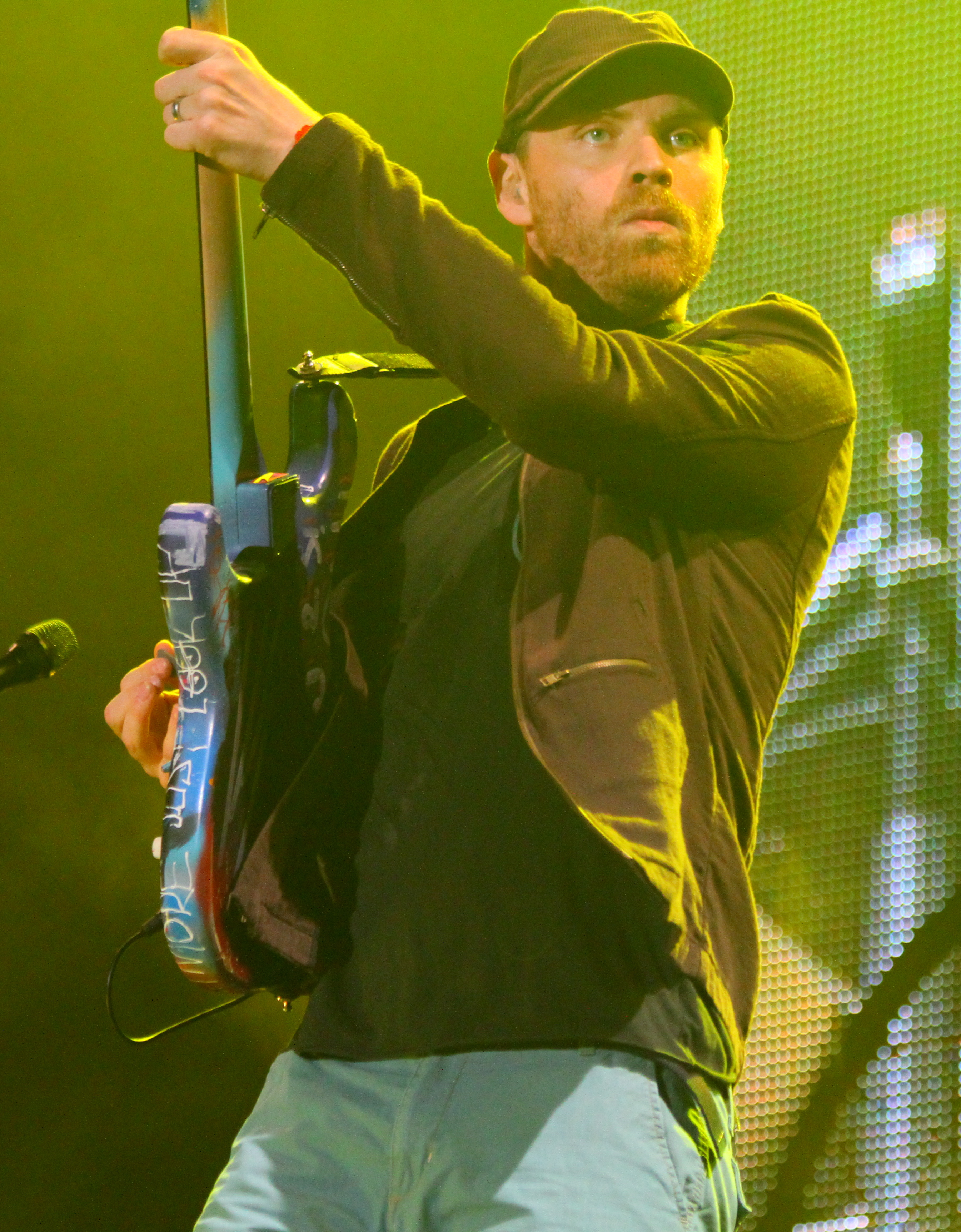
Jon Buckland van Coldplay,
geboren in 1977

- 1522 - Ulisse Aldrovandi, Italiaans natuuronderzoeker (overleden 1605)
- 1584 - Thomas Erpenius, Nederlands oriëntalist (overleden 1624)
- 1679 - Thomas Parnell, Iers dichter (overleden 1718)
- 1700 - James Thomson, Schots schrijver (overleden 1748)
- 1743 - Nicolai Abraham Abildgaard, Deens schilder en architect (overleden 1809)
- 1747 - Frederik van Hessen, zoon van landgraaf Frederik II van Hessen-Kassel (overleden 1837)
- 1821 - Henricus Hamilton, Belgisch politicus (overleden 1900)
- 1829 - Thomas Hill, Amerikaans kunstschilder (overleden 1908)
- 1854 - Peter Hille, Duits schrijver (overleden 1904)
- 1854 - Hippolyte Petitjean, Frans kunstschilder (overleden 1929)
- 1861 - Erich von Falkenhayn, Duits militair bevelhebber (overleden 1922)
- 1862 - O. Henry, Amerikaans schrijver (overleden 1910)
- 1876 - Stanley Rowley, Australisch atleet (overleden 1924)
- 1871 - Johan Christiaan Schröder, Nederlands voetballer en journalist (overleden 1938)
- 1877 - Feliks Dzerzjinski, Russisch revolutionair (overleden 1926)
- 1883 - Asta Nielsen, Deens actrice (overleden 1972)
- 1885 - D.H. Lawrence, Engels dichter, essayist, leraar, literatuurcriticus, (toneel)schrijver en vertaler (overleden 1930)
- 1892 - Lucien Buysse, Belgisch wielrenner (overleden 1980)
- 1900 - Harry de Keijser, Nederlands atleet (overleden 1995)
- 1903 - Theodor Adorno, Duits socioloog, filosoof, musicoloog en componist (overleden 1969)
- 1909 - Joachim Fernau, Duits schrijver, kunstenaar en kunstverzamelaar (overleden 1988)
- 1912 - Gisèle d'Ailly-van Waterschoot van der Gracht, Nederlands kunstenaar en kunstmecenas (overleden 2013)
- 1917 - Herbert Lom, Tsjechisch acteur (overleden 2012)
- 1917 - Ferdinand Marcos, president van de Filipijnen (overleden 1989)
- 1917 - Bob Spaak, Nederlands sportjournalist (overleden 2011)
- 1920 - Oomke Bouman, Nederlands oorlogsmisdadiger (overleden 1949)
- 1923 - Betsy Drake, Amerikaans actrice (overleden 2015)
- 1924 - Daniel Akaka, Amerikaans politicus (overleden 2018)
- 1924 - José Behra, Frans autocoureur (overleden 1997)
- 1927 - Luc Versteylen, Belgisch pater jezuïet en stichter van de groene beweging Agalev (overleden 2021)
- 1928 - Earl Holliman, Amerikaans acteur (overleden 2024)
- 1929 - Helmut Bracht, Duits voetballer en voetbaltrainer (overleden 2011)
- 1929 - Burhan Doğançay, Turks kunstenaar (overleden 2013)
- 1929 - Sebastian Koto Khoarai, Lesothaans kardinaal (overleden 2021)
- 1930 - Marc Galle, Belgisch politicus en letterkundige (overleden 2007)
- 1930 - Aad van Hardeveld, Nederlands atleet (overleden 2017)
- 1935 - Károly Palotai, Hongaars voetballer en voetbalscheidsrechter (overleden 2018)
- 1935 - Arvo Pärt, Estisch componist
- 1935 - German Titov, Russisch ruimtevaarder (overleden 2000)
- 1936 - Walter D'Hondt, Canadees roeier
- 1936 - Billy Ritchie, Schots voetbaldoelman (overleden 2016)
- 1937 - Iosif Kobzon, Russisch zanger (overleden 2018)
- 1937 - Luigi Mele, Italiaans wielrenner (overleden 2023)
- 1937 - Koningin Paola van België
- 1937 - Antoine Vanhove, Belgisch bestuurslid van Club Brugge (overleden 2009)
- 1938 - Emilio Osmeña, Filipijns politicus (overleden 2021)
- 1939 - Charles Geschke, Amerikaans zakenman en computerwetenschapper (overleden 2021)
- 1940 - Brian De Palma, Amerikaans filmregisseur
- 1941 - Robert Folie, Belgisch atleet (overleden 2020)
- 1942 - Ernesto Herrera, Filipijns vakbondsleider en politicus (overleden 2015)
- 1942 - Eddy van Vliet, Belgisch dichter en advocaat (overleden 2002)
- 1943 - Horacio Morales, Filipijns econoom en politicus (overleden 2012)
- 1944 - Freddy Thielemans, Belgisch burgemeester (overleden 2022)
- 1945 - Franz Beckenbauer, (West-)Duits voetballer en voetbaltrainer (overleden 2024)
- 1945 - Karel Brems, Belgisch atleet
- 1945 - Tonny Fens, Nederlands voetballer (overleden 2021)
- 1945 - Maroesja Lacunes, Nederlands actrice en zangeres
- 1946 - Alain De Kuyssche, Belgisch journalist en schrijver (overleden 2024)
- 1947 - Sjarel Branckaerts, Belgisch acteur (overleden 2007)
- 1948 - John Martyn, Brits singer-songwriter en gitarist (overleden 2009)
- 1949 - José Carlos da Silva Lemos (Caio Cambalhota), Braziliaans voetballer
- 1949 - João Leiva Campos Filho (Leivinha), Braziliaans voetballer
- 1949 - Joseph Maraite, Belgisch politicus (overleden 2021)
- 1949 - Bill Whittington, Amerikaans autocoureur (overleden 2021)
- 1950 - Barry Sheene, Brits motorcoureur (overleden 2003)
- 1951 - Harry Kies, Nederlands cabaretimpresario (overleden 2020)
- 1951 - Gepke Witteveen, Nederlands actrice
- 1952 - Ingrid Hoogervorst, Nederlands auteur
- 1953 - Rodolfo Dubó, Chileens voetballer
- 1953 - Radivoj Krivokapić, Servisch handballer (overleden 2024)
- 1955 - Fay Lovsky, Nederlands zangeres en componiste
- 1956 - Tony Gilroy, Amerikaans scenarioschrijver, filmregisseur en -producent
- 1957 - Preben Elkjær Larsen, Deens voetballer en voetbaltrainer
- 1958 - Adrian Ellison, Brits stuurman bij het roeien
- 1958 - Marc Grosjean, Belgisch voetbaltrainer
- 1958 - Rolf Koot, Nederlands film- en televisieproducent
- 1958 - Scott Patterson, Amerikaans acteur en honkballer
- 1959 - Bert Anciaux, Belgisch politicus
- 1961 - Giovanni Evangelisti, Italiaans atleet
- 1962 - Pauline Dekker, Nederlands omroepster en televisiepresentatrice
- 1962 - Filip Dewinter, Belgisch politicus
- 1962 - Ricardo Roberto Barreto da Rocha (Ricardo Rocha), Braziliaans voetballer
- 1962 - Julio Salinas, Spaans voetballer
- 1963 - Kurt Defrancq, Belgisch acteur
- 1963 - Hennadij Litovtsjenko, Oekraïens voetballer en trainer
- 1963 - Tito Montaño, Boliviaans voetballer en politicus
- 1964 - Kathy Watt, Australisch wielrenster
- 1965 - Bashar al-Assad, president van Syrië
- 1965 - Moby, Amerikaans popmuzikant
- 1965 - Shara Nelson, Brits zangeres en muzikante
- 1965 - Graeme Obree, Schots wielrenner
- 1967 - Harry Connick jr., Amerikaans zanger en acteur
- 1967 - Tony David, Australisch darter
- 1967 - Dany Theis, Luxemburgs voetballer en voetbaltrainer (overleden 2022)
- 1968 - Slaven Bilić, Kroatisch voetballer en voetbaltrainer
- 1968 - Ljubinko Drulović, Servisch voetballer en voetbaltrainer
- 1968 - Joël Groff, Luxemburgs voetballer
- 1970 - John Spencer, Schots voetballer en voetbalcoach
- 1970 - Martin van der Starre, Nederlands zanger en acteur
- 1971 - Richard Ashcroft, Brits rockzanger en songwriter
- 1971 - David Van Reybrouck, Belgisch wetenschapper en schrijver
- 1972 - Ma Yuqin, Chinees atlete
- 1972 - Matthew Gilmore, Belgisch baanwielrenner
- 1972 - Ricky Koole, Nederlands actrice
- 1972 - Miguel Wiels, Belgisch muzikant
- 1973 - Wagneau Eloi, Frans-Haïtiaans voetballer
- 1973 - In-Grid (Ingrid Alberini), Italiaans zangeres
- 1973 - Shaydie, Nederlands zangeres en danseres
- 1976 - Marco Rose, Duits voetbaltrainer en voetballer
- 1977 - Jon Buckland, Brits leadgitarist (Coldplay)
- 1977 - Murat Isik, Nederlands schrijver
- 1977 - Ludacris (Christopher Brian Bridges), Amerikaans rapper en acteur
- 1977 - Matthew Stevens, Welsh snookerspeler
- 1977 - Miran Vodovnik, Sloveens atleet
- 1978 - Else-Marthe Sørlie Lybekk, Noors handbalster
- 1978 - Dejan Stanković, Servisch voetballer
- 1978 - Brunhilde Verhenne, Belgisch miss
- 1979 - Éric Abidal, Frans voetballer
- 1979 - David Pizarro, Chileens voetballer
- 1980 - Christophe Le Mével, Frans wielrenner
- 1980 - David McPartland, Australisch wielrenner
- 1980 - Karim Touzani, Nederlands voetballer
- 1981 - Andrea Dossena, Italiaans voetballer
- 1982 - Elvan Abeylegesse, Ethiopisch-Turks atlete
- 1982 - Marius Băcilă, Roemeens schaatser
- 1982 - Lieuwe Westra, Nederlands wielrenner (overleden 2023)
- 1983 - Vivian Cheruiyot, Keniaans atlete
- 1983 - Maaike Head, Nederlands schaatsster en roeister
- 1983 - Jurgen Hendriks, Nederlands voetballer
- 1983 - Lauryn Williams, Amerikaans atlete
- 1984 - Raven van Dorst, Nederlands zanger en presentator
- 1985 - Daniel Alves da Mota, Luxemburgs voetballer
- 1986 - Adam Dixon, Brits hockeyer
- 1986 - Rishod Sobirov, Oezbeeks judoka
- 1987 - Clément Chantôme, Frans voetballer
- 1987 - Allard Lindhout, Nederlands voetbalscheidsrechter
- 1988 - Aurélien Comte, Frans autocoureur
- 1988 - Anastasia Tsjaun, Russisch zwemster
- 1989 - Alexei Kervezee, Nederlands cricketspeler
- 1990 - Damjan Đoković, Kroatisch voetballer
- 1990 - Igmar Felicia, Nederlands presentator
- 1990 - Jeffrey Heesen, Nederlands zanger
- 1991 - Cammile Adams, Amerikaans zwemster
- 1991 - Jill Holterman, Nederlands atlete
- 1991 - Kygo, Noors diskjockey
- 1991 - Welmoed Sijtsma, Nederlands tv-presentatrice
- 1992 - Sandro Cavazza, Zweeds singer-songwriter
- 1993 - Birhane Dibaba, Ethiopisch atlete
- 1994 - Lucas Auer, Oostenrijks autocoureur
- 1994 - Birhanu Legese, Ethiopisch atleet
- 1994 - Ahmet Eyüp Türkaslan, Turks voetballer (overleden 2023)
- 1995 - Kevin Jörg, Zwitsers autocoureur
- 1995 - Kai Mahler, Zwitsers freestyleskiër
- 1997 - Femke Bosmans, Belgisch ijshockeyster
- 1997 - Mustefa Kedir, Ethiopisch atleet
- 1997 - Julia Marino, Amerikaans snowboardster
- 1999 - Regan Slater, Engels voetballer
- 2000 - Leandro Bolmaro, Argentijns basketballer
- 2000 - Teppei Natori, Japans autocoureur
- 2001 - Joseph Fahnbulleh, Liberiaans atleet
- 2002 - Peyton Watson, Amerikaans basketballer

## Overleden

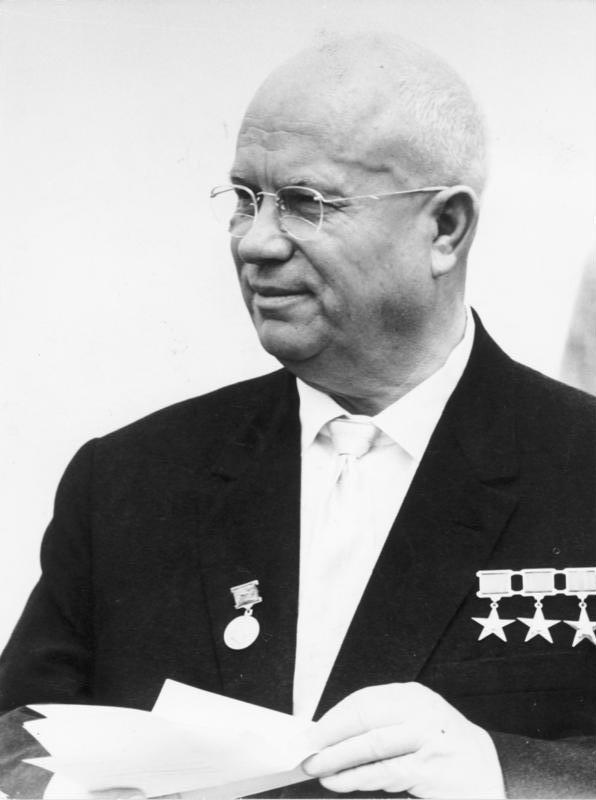
Nikita Chroesjtsjov,
overleden in 1971

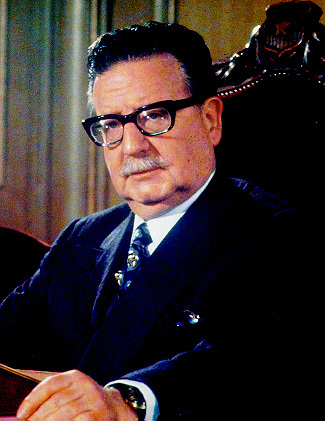
Salvador Allende,
overleden in 1973

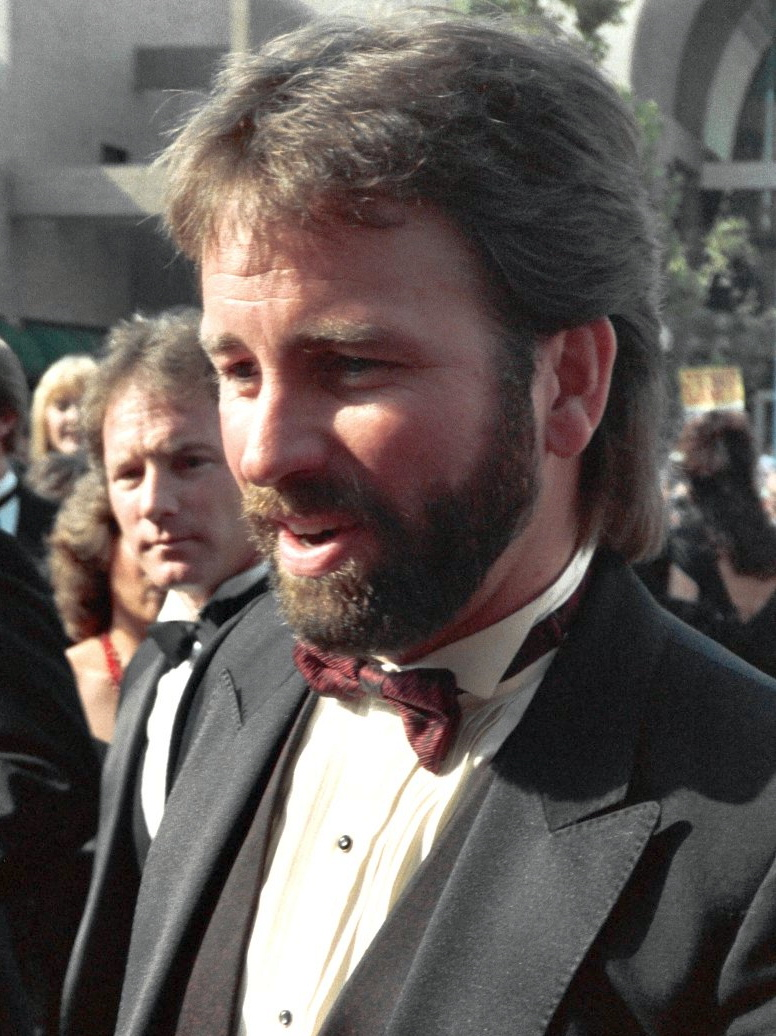
John Ritter,
overleden in 2003

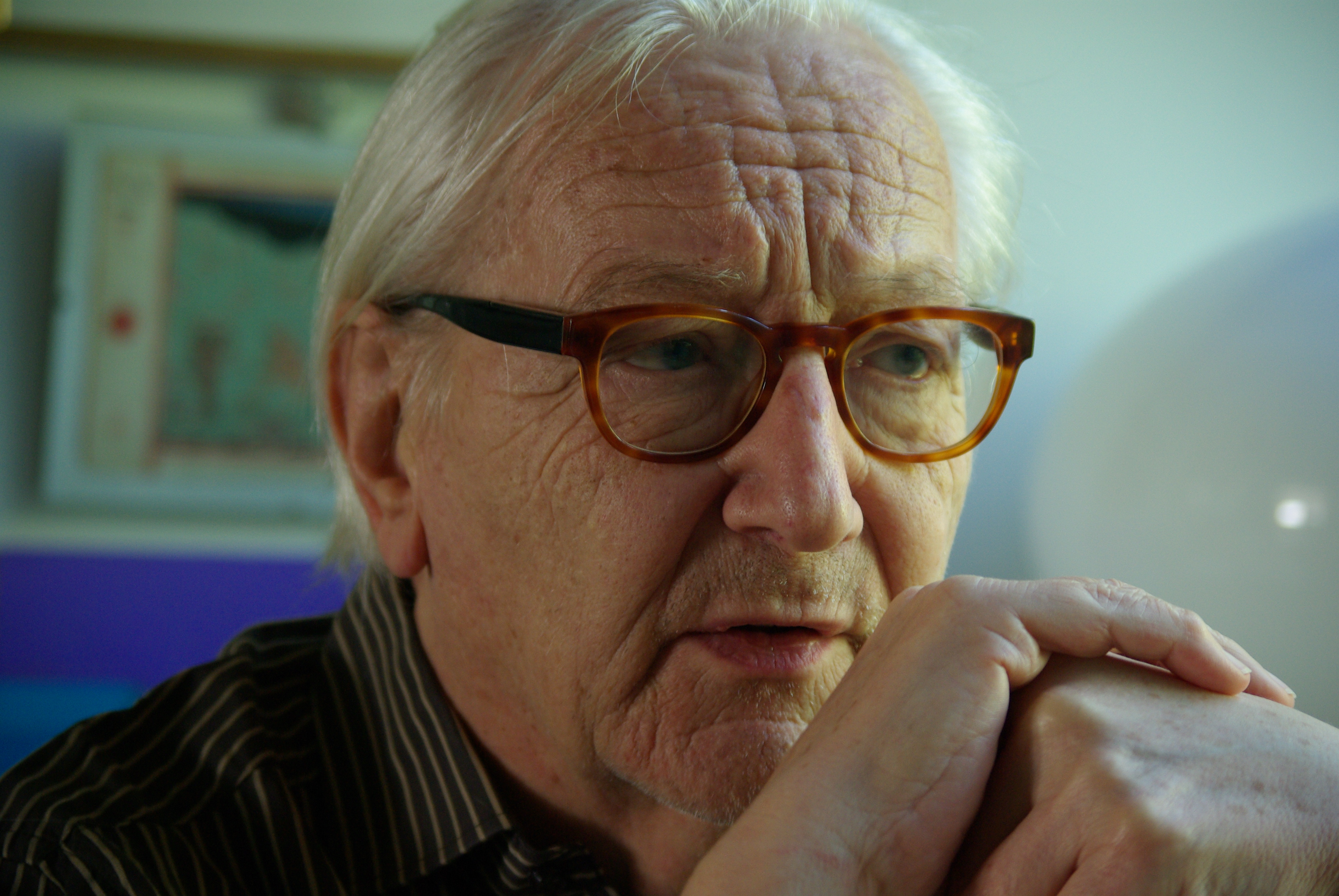
Jef Lambrecht,
overleden in 2016

- 1161 - Melisende van Jeruzalem (56), koningin van Jeruzalem
- 1304 - Jan II van Avesnes (ca. 56), graaf van Henegouwen en graaf van Holland en Zeeland
- 1606 - Karel van Mander (58), Vlaams-Nederlands kunstschilder
- 1774 - Abraham du Bois (61), Nederlands bestuurder
- 1823 - David Ricardo (51), Brits econoom
- 1875 - Joannes Baptista Swinkels (65), apostolisch vicaris van Suriname
- 1888 - Domingo Faustino Sarmiento (77), Argentijns president
- 1916 - Uranie Alphonsine Colin-Libour (84), Frans kunstschilder
- 1935 - Freda Du Faur (52), Australisch alpiniste
- 1946 - Arthur van Schendel (72), Nederlands schrijver
- 1950 - Jan Christian Smuts (80), Zuid-Afrikaans generaal en premier
- 1956 - Norman Levi Bowen (69), Canadees geoloog
- 1966 - Toine Mazairac (65), Nederlands wielrenner
- 1971 - Nikita Chroesjtsjov (77), Secretaris-Generaal van de Communistische Partij in de Sovjet-Unie
- 1971 - Perry Grimm (57), Amerikaans autocoureur
- 1973 - Salvador Allende (65), president van Chili (1970-1973)
- 1973 - Eduard Flipse (76), Nederlands dirigent en componist
- 1973 - Rudolf Hiden (64), Oostenrijks-Frans voetballer
- 1978 - Janet Parker (40), Engels medisch fotografe, de laatste persoon die aan de pokken overleed
- 1978 - Ronnie Peterson (34), Zweeds autocoureur
- 1987 - Lorne Greene (72), Canadees acteur (o.a. Bonanza en Battlestar Galactica)
- 1987 - Peter Tosh (42), Jamaicaans reggae-muzikant.
- 1990 - Durk van der Duim (82), Nederlands schaatser, winnaar van de zesde Elfstedentocht
- 1991 - Jan van Gemert (70), Nederlands schilder
- 1994 - Jessica Tandy (85), Amerikaans actrice
- 1999 - Gonzalo Rodríguez (27), Uruguayaans autocoureur
- 2000 - Jan Sariman (61), Surinaams politicus
- 2001 - Mohammed Atta (33), Egyptisch-Saoedisch terrorist
- 2001 - Ziad Jarrah (26), Libanees terrorist
- 2001 - Kevin Cosgrove (46), Amerikaans zakenman
- 2002 - Jack Tjon Tjin Joe (70), Surinaams politicus en chirurg
- 2003 - Ben Bril (91), Nederlands bokser en boksscheidsrechter
- 2003 - Anna Lindh (46), Zweeds minister
- 2003 - John Ritter (54), Amerikaans acteur
- 2005 - Henryk Tomaszewski (91), Pools affiche- en posterkunstenaar
- 2006 - Joachim Fest (79), Duits journalist en historicus
- 2006 - Lolle Nauta (77), Nederlands filosoof en PvdA-ideoloog
- 2007 - Ian Porterfield (61), Schots voetballer en -coach
- 2007 - Joe Zawinul (75), Oostenrijks-Amerikaans jazzpianist
- 2009 - Jan Masman (80), Nederlands politicus
- 2009 - Henny van Schoonhoven (39), Nederlands voetballer
- 2010 - Kevin McCarthy (96), Amerikaans acteur
- 2011 - Christian Bakkerud (26), Deens autocoureur
- 2011 - Ralph Gubbins (79), Engels voetballer
- 2011 - Andy Whitfield (39), Welsh acteur
- 2013 - Fernand Boone (79), Belgisch voetballer
- 2013 - Frank Chavez (66), Filipijns advocaat
- 2014 - Bob Crewe (83), Amerikaans songwriter en producer
- 2014 - Antoine Duhamel (89), Frans componist
- 2014 - Joachim Fuchsberger (87), Duits acteur en presentator
- 2016 - Geert Bekaert (88), Belgisch kunst- en architectuurcriticus, -theoreticus en -historicus
- 2016 - Jef Lambrecht (68), Belgisch journalist
- 2016 - Jaap Rang (85), Nederlands hoogleraar en ombudsman
- 2017 - J.P. Donleavy (91), Iers-Amerikaans schrijver
- 2017 - Alfred Gadenne (71), Belgisch politicus
- 2017 - Abdul Halim van Kedah (89), Maleisisch sultan
- 2017 - Peter Hall (86), Brits theater- en filmregisseur
- 2017 - Alberto Pagani (79), Italiaans motorcoureur
- 2018 - Albert Sabajo (70), Surinaams surinamist en musicus
- 2018 - Cees Vos (90), Nederlands politicus en burgemeester
- 2019 - Bacharuddin Jusuf Habibie (83), president van Indonesië
- 2019 - Daniel Johnston (58), Amerikaans illustrator en muzikant
- 2020 - Roger Carel (93), Frans stemacteur en acteur
- 2020 - Reggie Johnson (79), Amerikaans jazzcontrabassist
- 2021 - François Boulangé (67), Nederlands presentator, regisseur, eindredacteur, producent, componist en ondernemer
- 2021 - Abimael Guzmán (86), Peruviaans crimineel
- 2022 - Jean Bock (91), Belgisch politicus
- 2022 - Javier Marías (70), Spaans schrijver
- 2022 - Alain Tanner (92), Zwitsers filmregisseur
- 2024 - Kenneth Cope (93), Brits acteur
- 2024 - Alberto Fujimori (86), Peruaans politicus
- 2024 - Henk Hanssen (62), Nederlands schrijver en journalist
- 2024 - Peter Klashorst (67), Nederlands kunstschilder, fotograaf en muzikant

## Viering/herdenking
- 'Patriot Day' (Verenigde Staten)
- Catalaanse nationale feestdag

Catalaanse nationale feestdag

- Herdenking Aanslagen op 11 september 2001
- Herdenking van de dood van Mohammed Ali Jinnah, grondlegger van Pakistan
- Nieuwjaarsdag van de Koptische kalender
- Onderwijzersdag in Latijns-Amerika
- Rooms-Katholieke kalender:
  - Heiligen Hyacint(hus) en Protus (van Rome) († ca. 257)
  - Heilige Emiliaan (van Vercelli) († 520)
  - Heilige Theodora (van Alexandrië) († 491)
  - Heilige Deiniol/Daniël († 584) - Vrije gedachtenis in Wales
  - Heilige Almirus (van Gréez-sur-Roc) († ca. 560)
  - Heilige Felix (van Zürich) en Regula (van Zürich) († ca. 287)
  - Heilige Bodo/Leudoin (van Toul) († vóór 664)
  - Heilige Jean-Gabriel Perboyre († 1840)
  - Heilige Vinciana († c. 653)
  - Onze Lieve Vrouw van Coromoto (1651)

## Weerextremen

### Nederland
| | Officiële records | Officiële records | Officiële records |      | Landelijke records | Landelijke records | Landelijke records                             |
| Gebeurtenis | Jaar              | Extreem           | Locatie           | Jaar | Extreem            | Locatie            |                                                |
| --- | ----------------- | ----------------- | ----------------- | ---- | ------------------ | ------------------ | ---------------------------------------------- |
| Laagste etmaalgemiddelde temperatuur (°C) | 1986              | 9,0               | De Bilt           |      | 1986               | 7,8                | Eelde                                          |
| Hoogste etmaalgemiddelde temperatuur (°C) | 2023              | 22,0              | De Bilt           |      | 1999, 2023         | 23,1               | Deelen                                         |
| Laagste minimumtemperatuur (°C) | 1986              | 1,3               | De Bilt           |      | 1986               | 0,2                | Twenthe                                        |
| Hoogste minimumtemperatuur (°C) | 2023              | 17,7              | De Bilt           |      | 2023               | 19,1               | Lauwersoog                                     |
| Laagste maximumtemperatuur (°C) | 1965              | 12,3              | De Bilt           |      | 1912               | 9,1                | Maastricht                                     |
| Hoogste maximumtemperatuur (°C) | 1919, 1999        | 29,3              | De Bilt           |      | 1919               | 32,3               | Maastricht                                     |
| Hoogste uurgemiddelde windsnelheid (m/s) | 1932              | 14,4              | De Bilt           |      | 1914               | 20,6               | Vlissingen                                     |
| Hoogste windstoot (m/s) | 1957              | 22,1              | De Bilt           |      | 1983               | 26,2               | Cadzand                                        |
| Langste zonneschijnduur (uur) | 2015              | 12,0              | De Bilt           |      | 2015               | 12,0               | De Bilt, Eindhoven, Lelystad, Stavoren, Volkel |
| Langste neerslagduur (uur) | 1957              | 12,8              | De Bilt           |      | 1983               | 13,3               | Vlissingen                                     |
| Hoogste etmaalsom van de neerslag (mm) | 1957              | 31,2              | De Bilt           |      | 2017               | 35,2               | Berkhout                                       |
| Laagste etmaalgemiddelde relatieve vochtigheid (%) | 1911, 1933        | 58                | De Bilt           |      | 1926               | 47                 | Maastricht                                     |
| Laagste uurwaarde luchtdruk op zeeniveau (hPa) | 1903              | 976,4             | De Bilt           |      | 1903               | 976,4              | De Bilt                                        |
| Hoogste uurwaarde luchtdruk op zeeniveau (hPa) | 2009              | 1035,3            | De Bilt           |      | 2009               | 1036,2             | De Kooy                                        |
| Officiële records worden altijd gemeten op het KNMI-weerstation in De Bilt. Landelijke records kunnen worden gemeten op elk officieel KNMI-weerstation in Nederland. |                   |                   |                   |      |                    |                    |                                                |

Uitzonderlijke gebeurtenissen
- 1903 - Officieel maandrecord laagste uurwaarde luchtdruk op zeeniveau in hPa van september gemeten in De Bilt: 976,4
- 2008 - Laatste officiële zomerse dag van het jaar (maximumtemperatuur ≥ 25 °C in De Bilt)
- 2023 - Officieel hoogste minimumtemperatuur in °C van september dit jaar gemeten in De Bilt: 17,7
- 2023 - Laatste officiële zomerse dag van het jaar (maximumtemperatuur ≥ 25 °C in De Bilt) (voorlopig)
- 2023 - Laatste landelijke tropische dag van het jaar gemeten in Nieuw Beerta (maximumtemperatuur ≥ 30 °C op een officieel weerstation) (voorlopig)

### België
Dagrecords
- 1922 - Laagste etmaalgemiddelde temperatuur 9 °C
- 1919 - Hoogste etmaalgemiddelde temperatuur 24 °C
- 1924 en 1894 - Laagste minimumtemperatuur 4,8 °C
- 1919 - Hoogste maximumtemperatuur 30,8 °C
- 2005 - Hoogste etmaalsom van de neerslag 35 mm

Uitzonderlijke gebeurtenissen
- 1903 - Zeer lage luchtdruk in Ukkel: 976,8 hPa.

<< · 1 · 2 · 3 · 4 · 5 · 6 · 7 · 8 · 9 · 10 · 11 · 12 · 13 · 14 · 15 · 16 · 17 · 18 · 19 · 20 · 21 · 22 · 23 · 24 · 25 · 26 · 27 · 28 · 29 · 30 · >>